# 東山公園車站 (鳥取縣)
東山公園車站（日语：／ Higashiyama-kōen eki */?）是一由西日本旅客鐵道（JR西日本）所經營的鐵路車站，位於日本鳥取縣米子市，是JR西日本山陰本線沿線的一個無人小站，屬於中國統括本部所管轄的範圍。除了山陰本線之外，所有行駛於伯備線的列車，也會在駛抵路線終點伯耆大山之後，採直通運行方式進入山陰本線，並通過本站之後在運務上的終點站米子車站折返。

## 簡介
相對於山陰本線百年的悠久歷史，1993年才因應地方發展的需要在伯耆大山、米子兩大型車站之間增設的東山公園，是個相對較新的車站。車站名稱源自緊鄰一旁的米子東山Dramatic公園（どらやきドラマチックパーク米子，原米子市營運動公園，但在由當地大型食品業者丸京製果取得命名權之後，改為現名），由於該公園範圍內的米子市民球場也是日本職業棒球的舉辦場地之一，當有例行賽舉行時，距離球場最近的本站也會湧入瞬間的旅客人潮。

## 車站結構
對向式2面2線的地面車站。由於不設轉轍器與絕對信號機，被分類為停留所。月台位於盛土上，下行月台（2號月台）側設置入口，上行月台（1號月台）以無蓋跨線天橋連絡。

### 月台配置
| 月台 | 路線                         | 方向 | 目的地         |
| ---- | ---------------------------- | ---- | -------------- |
| 1    | 山陰本線                     | 上行 | 倉吉、鳥取方向 |
| 1    | 伯備線                       | 上行 | 新見、岡山方向 |
| 2    | 山陰本線 （包括直通 伯備線） | 下行 | 米子、松江方向 |

## 相鄰車站
西日本旅客鐵道
 山陰本線、 伯備線（伯備線至伯耆大山站為止為山陰本線）
伯耆大山－東山公園－米子